# Kreshnik
 (janvier 2021).
Si vous disposez d'ouvrages ou d'articles de référence ou si vous connaissez des sites web de qualité traitant du thème abordé ici, merci de compléter l'article en donnant les références utiles à sa vérifiabilité et en les liant à la section « Notes et références ».
Kreshnik est un prénom albanais masculin signifiant courageux. Il est principalement répandu dans le nord de l'Albanie dans la communauté catholique.
Dans la mythologie albanaise/illyrienne, les enfants des "Zanat" (les déesses) ont été appelés des Kreshnik. Ils avaient une force surnaturelle, on peut aussi retrouver les Zana et les Kreshnik dans les nouvelles histoires turques/albanais Muja dhe Halili.

## Personnalités portant ce prénom
Les footballeurs kosovars Kreshnik Krasniqi (en) et Kreshnik Hajrizi (en) portent ce prénom.